# Рівер-Гроув (Іллінойс)
Рівер-Гроув (англ. River Grove) — селище (англ. village) в США, в окрузі Кук штату Іллінойс. Населення — 10 612 особи (2020).

## Географія
Рівер-Гроув розташований за координатами 41°55′27″ пн. ш. 87°50′17″ зх. д. / 41.92417° пн. ш. 87.83806° зх. д. (41.924271, -87.837926).  За даними Бюро перепису населення США в 2010 році селище мало площу 6,19 км², уся площа — суходіл.

## Демографія
Згідно з переписом 2010 року, у селищі мешкало 10 227 осіб у 4136 домогосподарствах у складі 2643 родин. Густота населення становила 1651 особа/км².  Було 4427 помешкань (715/км²).
Расовий склад населення:
| - 87,5 % — білих - 2,2 % — азіатів - 1,5 % — чорних або афроамериканців - 0,4 % — корінних американців - 6,4 % — осіб інших рас |

До двох чи більше рас належало 1,9 %. Частка іспаномовних становила 18,6 % від усіх жителів.
За віковим діапазоном населення розподілялося таким чином: 19,7 % — особи молодші 18 років, 68,1 % — особи у віці 18—64 років, 12,2 % — особи у віці 65 років та старші. Медіана віку мешканця становила 38,2 року. На 100 осіб жіночої статі у селищі припадало 95,7 чоловіків;  на 100 жінок у віці від 18 років та старших — 93,1 чоловіків також старших 18 років.
Середній дохід на одне домашнє господарство  становив 55 765 доларів США (медіана — 46 514), а середній дохід на одну сім'ю — 66 550 доларів (медіана — 54 326). Медіана доходів становила 45 068 доларів для чоловіків та 35 188 доларів для жінок. За межею бідності перебувало 13,0 % осіб, у тому числі 14,8 % дітей у віці до 18 років та 14,7 % осіб у віці 65 років та старших.
Цивільне працевлаштоване населення становило 5096 осіб. Основні галузі зайнятості: освіта, охорона здоров'я та соціальна допомога — 19,6 %, роздрібна торгівля — 14,0 %, науковці, спеціалісти, менеджери — 10,3 %, будівництво — 10,1 %.